# Stazione di Amato
La stazione di Amato è una stazione ferroviaria a servizio di Amato, frazione del comune Taurianova, posta sulla ferrovia Gioia Tauro-Cinquefrondi, il cui esercizio è sospeso.

## Storia
La stazione venne inaugurata ufficialmente il 1º giugno 1924, in concomitanza con l'apertura della linea Gioia Tauro-Cittanova, facente parte del più ampio progetto della Trasversale reggina (Gioia Tauro-Gioiosa Ionica), mai completato..
Il servizio ferroviario sulla linea è stato poi sospeso il 6 giugno 2011, a causa delle cattive condizioni dell'armamento, e sostituito da un autoservizio, sempre gestito da Ferrovie della Calabria.

## Strutture e impianti
La stazione dispone di due binari e di due banchine, una laterale, ed una ad isola.